# Молокановка (Костанайская область)
Молокановка (каз. Молоканов) — село в Костанайском районе Костанайской области Казахстана. Входит в состав Октябрьского сельского округа. Находится примерно в 17 км к северо-востоку от центра города Костаная. Основано в XIX веке переселенцами из Центральной России в Тургайскую область — молоканами. Код КАТО — 395465300.

## Население
В 1999 году население села составляло 469 человек (233 мужчины и 236 женщин). По данным переписи 2009 года, в селе проживали 462 человека (235 мужчин и 227 женщин).